# Михалёвская (Вельский район)
Михалёвская — деревня в Вельском районе Архангельской области. Входит в состав Муниципального образования «Благовещенское». Имеет неофициальное местное название Золотая.

## География
Деревня расположена в 65 километрах на север от города Вельска , на правом берегу реки Кокшеньга притока Устьи. Ближайшие населённые пункты: на юге деревня Сафроновская, на северо-западе, на левом берегу реки деревня Кочневская.
Часовой пояс
Михалёвская, как и вся Архангельская область, находится в часовой зоне МСК (московское время). Смещение применяемого времени относительно UTC составляет +3:00.

## Население
| 2002 | 2010 | 2012 | 2014 |
| ---- | ---- | ---- | ---- |
| 6    | ↘3   | ↘2   | ↗3   |

## История
Указана в «Списке населённых мест по сведениям 1859 года» в составе Шенкурского уезда Архангельской губернии под номером «2172» как «Михайловская (Золотая)». Насчитывала 7 дворов, 23 жителя мужского пола и 34 женского.
В «Списке населенных мест Архангельской губернии на 1 мая 1922 года» в деревне уже 12 дворов, 44 мужчины и 53 женщины.